# Fodor Károly (vívómester)
Fodor Károly, születési nevén Freyberger Mózes (Nagykőrös, 1856. február 5. – Párizs, 1927. március 9.) magyar vívómester, újságíró.

## Pályafutása

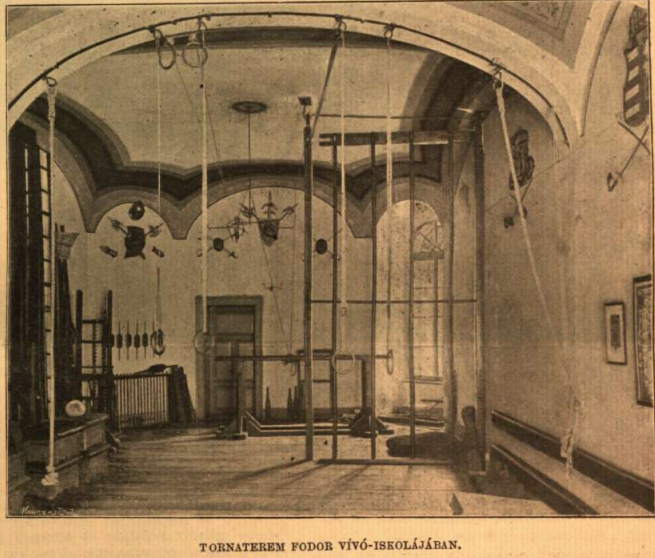
Tornaterem Fodor Károly vívóiskolájában

Miután jogi tanulmányait befejezte, 1896-ban vívóiskolát alapított Budapesten, ahol már gyermekvívással is foglalkozott. Megszervezett számos nemzetközi vívóversenyt és részt vett több vívóegyesület létrehozásában és fejlesztésében. 1899-től egészen haláláig oktatott vívást az Országos Színművészeti Akadémián. 1903-ban indította útjára a Nemzeti Sport című napilapot, szakirodalmi téren is jelentős munkásságot fejtett ki.
Tagja volt a Hivatásos Vívók Egyesületének, amely vívómester-egyesület 1927-ben egybeolvadt a Magyar Vívómesterek Egyesületével, és a továbbiakban Magyar Vívómesterek Országos Egyesületeként folytatta a honi vívómesterképzést, képesítést és vizsgáztatást. Az 1927. február 20-án tartott alakuló közgyűlésen elnökül Rákossi Gyula, ügyvezetőül Gerentsér László vívómestereket választották meg.